# Baltic Neopolis Orchestra

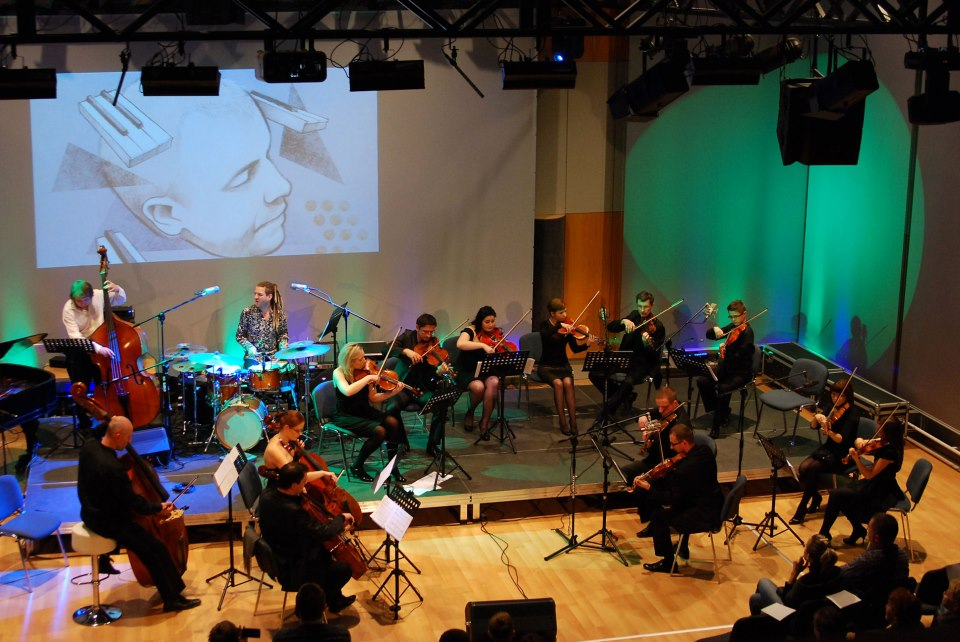
Baltic Neopolis Orchestra i Michał Wróblewski Trio (2012)

Baltic Neoplis Orchestra – polska orkiestra kameralna specjalizująca się w repertuarze smyczkowym, założona w 2008 roku w Szczecinie.
Od powstania zespół zrealizował ponad 900 koncertów w Polsce i za granicą, zdobywając nagrodę specjalną Ministra Kultury i Dziedzictwa Narodowego w 2014 roku za całokształt działalności oraz statuetkę Fryderyka 2015 w kategorii Album Roku Muzyka Kameralna. Orkiestra była także nominowana do Nagrody Artystycznej Miasta Szczecina w latach 2016, 2017 i 2020. Do najważniejszych osiągnięć zespołu należy również stworzenie festiwalu muzyki klasycznej "Szczecin Classic", który łączy w sobie elementy festiwalu i kursu mistrzowskiego dla młodych artystów, a także organizacja projektu "Na Okrągło Orkiestra", który umożliwia koncerty wybitnych muzyków w mniejszych ośrodkach kulturalnych. Ponadto, Baltic Neopolis Orchestra realizuje prestiżowy cykl koncertowy "Wielcy Koncertmistrzowie", w którym występują artyści z całego świata. Założycielką jest Emilia Goch-Salvador Prowadzi ona zespół od samego początku.

## Cykle koncertowe

### Music West Fest
Organizowany od 2015 roku coroczny cykl koncertów w przestrzeniach publicznych Szczecina i województwa zachodniopomorskiego (do 2021 roku pod nazwą Baltic Neopolis Festiwal).

### Wielcy Koncertmistrzowie
Cykl koncertów w Filharmonii im. Mieczysława Karłowicza w Szczecinie, zainaugurowany we wrześniu 2010 roku. Do tej pory Orkiestrze podczas koncertów towarzyszyli m.in.: Tomasz Tomaszewski, Jan Stanienda, Krzysztof Stanienda, Piotr Wojtasik, Jan Jakub Bokun, Jola Szczepaniak, Anna Staśkiewicz, Marta Pawłowska, Aiko Ogata, Frederic Belli czy Wiesław Prządka. Koncerty są często połączone z dodatkowymi wydarzeniami artystycznymi.

### Włącz Orkiestrę!
Cykl koncertów w Studiu S-1 im. Jana Szyrockiego Radia Szczecin. Zapraszani artyści reprezentują różne nurty muzycznej ekspresji – od hip-hopu, przez rock, brzmienia elektroniczne, tango, po muzykę filmową. Koncerty transmitowane są na antenie oraz stronie internetowej radia.

### Muzeum Muzyki
Cykl koncertów w salach wystawowych oddziałów Muzeum Narodowego w Szczecinie, zapoczątkowany jesienią 2011 roku. Koncerty wykonywane zazwyczaj przez mniejsze zespoły (kwartety, kwintety, sekstety), bardzo często z solistami.

### Rozwijamy Region w Dobrym Tonie
Cykl koncertów kameralnych odbywających się w województwie zachodniopomorskim, w miejscach, które skorzystały ze środków Regionalnego Programu Operacyjnego. Cykl integruje działania inwestycyjne i kulturalne w regionie oraz wzbogaca ofertę kulturalną małych ośrodków miejskich. Pierwszy koncert w ramach cyklu wykonano 20 maja 2012 roku w Międzyzdrojach.

## Nagrody i wyróznienia
- 2014:  nagroda specjalna w uznaniu nieocenionych zasług wszystkich członków zespołu dla polskiej kultury muzycznej. Wniosek o przyznanie nagrody złożył prezydent Szczecina Krzysztof Soska, a wręczona została przez Ministra Kultury i Dziedzictwa Narodowego Bogdana Zdrojewskiego[8]
- 2015: Płyta Paweł Łukaszewski: Musica Sacra 5, w wykonaniu m.in. Baltic Neopolis Orchestry, zdobyła nagrodę Fryderyka 2015 w kategorii „Album Roku Muzyka Kameralna”[9].
- 2023: nagroda Giganci Kultury 2023 w dziedzinie „Zaangażowani w kulturę” za swoje aktywne działania na rzecz promowania sztuki i pielęgnowania dziedzictwa narodowego[10]

## Dyskografia
1. 2014: "Musica Sacra 5"
2. 2013: "Ego Sapientia"
3. 2013: "Kompozycje Szczecińskie"
4. 2014: "Tribute to Carl Loewe"
5. 2019: "4 am Tango"

## Inne projekty artystyczne

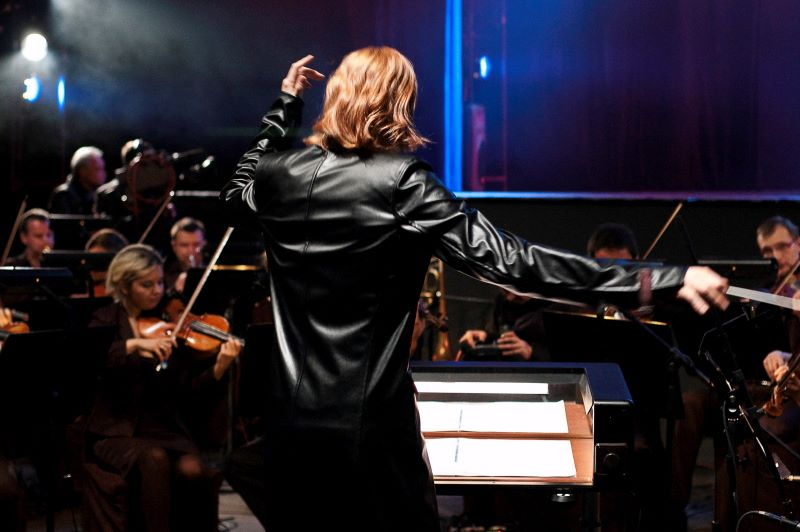
Baltic Neopolis Orchestra podczas spektaklu „Dzieci Przełomu (2011)

Baltic Neopolis Orchestra jest partnerem dla wielu szczecińskich instytucji kultury i występuje jako współwykonawca wielu różnorodnych projektów artystycznych. Do najważniejszych należą:
- Freedom Symphony (26 sierpnia 2010 roku) – wspólny projekt szczecińskich artystów zrealizowany w 30. rocznicę powstania „Solidarności” jako hołd obywatelskim ruchom solidarnościowym. Oprawę do muzyki wykonywanej przez Orkiestrę tworzył taniec współczesny oraz wizualizacje oparte na materiałach archiwalnych z Archiwum Państwowego w Szczecinie, Radia Szczecin i TVP Szczecin.
- In Fusion We Trust (22 lipca 2011 roku) – koncert łączący polską i niemiecką muzykę elektroniczną oraz klasyczną wraz z towarzyszącymi im wizualizacjami. Inaugurował 4. edycję festiwalu Boogie Brain. Projekt wspólnie stworzyli muzycy Baltic Neopolis Orchestra, Preussisches Kammerorchester Prenzlau, Fractal Tree, producent muzyczny Maciej Goliński (Envee) oraz szczeciński kompozytor Łukasz Górewicz.
- Dzieci Przełomu (19 października 2011 roku) – spektakl/hołd złożony determinacji, odwadze i konsekwencji w działaniu budowniczych nowego ładu po roku 1989 na szczecińskim gruncie w trudnych czasach transformacji w Polsce. Pomysłodawcą wydarzenia był Edward Osina – założyciel firmy budowlanej „Calbud”. Dzięki jego zaangażowaniu powstał projekt przygotowany przez szczecińskich artystów: współczesna muzyka symfoniczna z elementami elektroniki i muzyki filmowej, taniec współczesny, uczta wizualna, oraz performance iluminacyjny i pirotechniczny.